# Посгам
38°11′22″ пн. ш. 77°16′03″ сх. д. / 38.18939° пн. ш. 77.26741° сх. д.
Посгам (також Цзепу, від кит. 泽普县, пін. Zépŭ Xiàn, трансліт. Poskam) — один із повітів КНР у складі області Кашгар, СУАР. Адміністративний центр — містечко Посгам.

## Географія
Повіт Посгам знаходиться на висоті близько 1275 метрів над рівнем моря на заході пустелі Такла-Макан, лежить на річці Яркенд.

### Клімат
Повіт знаходиться у зоні, котра характеризується кліматом пустель помірного поясу. Найтепліший місяць — липень із середньою температурою 24,5 °C. Найхолодніший місяць — січень, із середньою температурою -5,1 °С.
| Клімат повіту Посгам    | Клімат повіту Посгам | Клімат повіту Посгам | Клімат повіту Посгам | Клімат повіту Посгам | Клімат повіту Посгам | Клімат повіту Посгам | Клімат повіту Посгам | Клімат повіту Посгам | Клімат повіту Посгам | Клімат повіту Посгам | Клімат повіту Посгам | Клімат повіту Посгам | Клімат повіту Посгам |
| Показник                | Січ.                 | Лют.                 | Бер.                 | Квіт.                | Трав.                | Черв.                | Лип.                 | Серп.                | Вер.                 | Жовт.                | Лист.                | Груд.                | Рік                  |
| Середній максимум, °C   | 0,8                  | 6,4                  | 15                   | 23                   | 27,4                 | 30,9                 | 32,1                 | 30,6                 | 26,5                 | 20,2                 | 11,5                 | 2,5                  | 18,9                 |
| Середня температура, °C | −5,1                 | 0,2                  | 8,4                  | 15,7                 | 20                   | 23,3                 | 24,5                 | 23,3                 | 18,6                 | 11,5                 | 3,7                  | −3,3                 | 11,7                 |
| Середній мінімум, °C    | −9,9                 | −5,1                 | 2,3                  | 9,0                  | 13,2                 | 16,2                 | 17,8                 | 16,8                 | 12,0                 | 4,7                  | −2,1                 | −7,7                 | 5,6                  |
| Норма опадів, мм        | 3                    | 2.1                  | 5                    | 4.8                  | 9.2                  | 12                   | 9.2                  | 8.7                  | 6.1                  | 2.2                  | 2                    | 1.3                  | 65.6                 |
| Вологість повітря, %    | 64                   | 55                   | 46                   | 41                   | 46                   | 50                   | 56                   | 61                   | 63                   | 62                   | 60                   | 68                   | 56                   |
| ----------------------- | -------------------- | -------------------- | -------------------- | -------------------- | -------------------- | -------------------- | -------------------- | -------------------- | -------------------- | -------------------- | -------------------- | -------------------- | -------------------- |
| Джерело: data.cma.cn    |                      |                      |                      |                      |                      |                      |                      |                      |                      |                      |                      |                      |                      |